# Tulasnella eichleriana
Tulasnella eichleriana är en svampart som beskrevs av Bres. 1903. Tulasnella eichleriana ingår i släktet Tulasnella och familjen Tulasnellaceae.  Arten är reproducerande i Sverige. Inga underarter finns listade i Catalogue of Life.